# Glioxilsav
A glioxilsav, más néven oxoecetsav szerves vegyület. Képlete HCO–COOH. Az ecetsav, a glikolsav és az oxálsav mellett a glioxilsav egyike a C2-karbonsavaknak. Színtelen szilárd vegyület, mely természetben előfordul, és az iparban használatos.

## Szerkezet és nevezéktan
A glioxilsavat gyakran aldehid funkciós csoporttal mutatják. Az aldehid a leggyakoribb formának csak kis része. Ehelyett a glioxilsav gyakran hidrátként vagy gyűrűs dimerként létezik. Például vízben a karbonil gyorsan geminális diollá („monohidrát”) alakul. A dihidroxiecetsav egyensúlyi állandója (K) 25 °C-on 300.  A dihidroxiecetsavat röntgenkrisztallográfia révén elemezték.
Vizes oldatban e monohidrát félacilállal egyensúlyban létezik:
Izolálva az aldehid jelentős konformere egy gyűrűs hidrogénkötéses szerkezet, ahol az aldehid karbonilcsoportja a karboxilcsoport hidrogénjéhez közel van:
A glioxilsav Henry-törvény szerinti állandója {\displaystyle K_{H}=1{,}09\cdot 10^{4}\cdot e^{{\frac {40\cdot 10^{3}}{R}}({\frac {1}{T}}-{\frac {1}{298}})}}.

## Előállítás
A glioxilsav konjugált bázisa a glioxilát, ez az a forma, melyben semleges oldatban a vegyület megtalálható. A glioxilát néhány amidpeptid bioszintézise során történő amidáció mellékterméke.
A glioxilsavat a 20. század elején oxálsavból állították elő elektroszintézissel. E szintézisben ólom-dioxid katódot használtak glioxilsav oxálsavból való előállítására kénsav elektrolittal:

Forró salétromsavval oxidálható a glioxál glioxilsavvá, azonban e reakció erősen exoterm, és hamar kezelhetetlenné válhat. A fő melléktermék az oxálsav.
A maleinsav ozonolízise is hatékony.

## Biológiai szerep
A glioxilát a glioxilátciklus köztiterméke, mely lehetővé teszi az élőlényeknek, például baktériumoknak, gombáknak és növényeknek zsírsavak szénhidráttá alakítását. A glioxilátciklus fontos továbbá a növényeknek a gombák elleni védekezésben. Ezt az izocitrát-liáz indítja el, mely az izocitrátot glioxiláttá és szukcináttá alakítja. A szukcinát-bioszintézisre és sok más reakció irányában folynak kutatások.

### Emberben
A glioxilát kétféleképp keletkezik: glikolát oxidációjával peroxiszómákban és hidroxiprolin katabolizmusával mitokondriumokban. A peroxiszómákban a glioxilát glicinné alakul AGT1-gyel, vagy oxaláttá glikolát-oxidázzal. A mitokondriumban a glioxilátot az AGT2 glicinné, a glioxilát-reduktáz glikoláttá alakítja. Kevés glioxilátot a citoplazmatikus laktát-dehidrogenáz oxaláttá alakít.

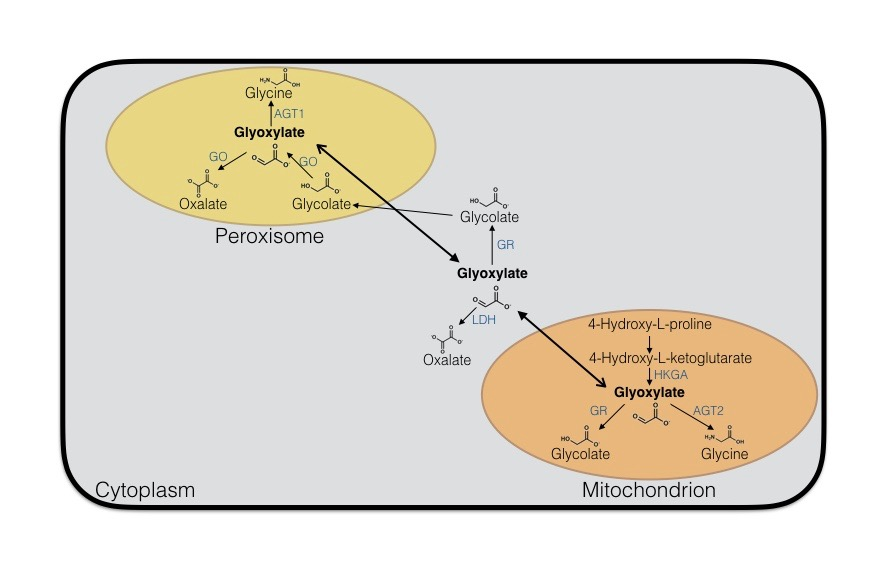
Oxalát- és glioxilát-metabolizmus a májban. AGT1 és 2: alanin:glioxilát-aminotranszferáz 1 és 2; GO: glikolát-oxidáz; GR: glioxilát-reduktáz; HKGA: 4-hidroxi-2-ketoglutarát-liáz; LDH: laktát-dehidrogenáz

### Növényekben
A glioxilátcikluson kívül a fotorespiráció fontos köztiterméke. A fotorespiráció oka a RuBisCO CO2 helyett O2-nel történő reakciója. Bár eleinte energia- és erőforrás-pazarlásnak tekintették, kiderült, hogy a fotorespiráció a szén- és CO2-regeneráció fontos módszere, eltávolítja a mérgező foszfoglikolátot, és a védelmi mechanizmust indítja. A fotorespirációban a glioxilát glikolátból keletkezik a glikolát-oxidáz aktivitása révén a peroxiszómában. Ez glicinné válik az SGAT és a GGAT párhuzamos működése révén, mely a mitokondriumokba kerül. Ezenkívül a piruvát-dehidrogenáz is szerepet játszhat a glikolát- és a glioxilát-metabolizmusban.

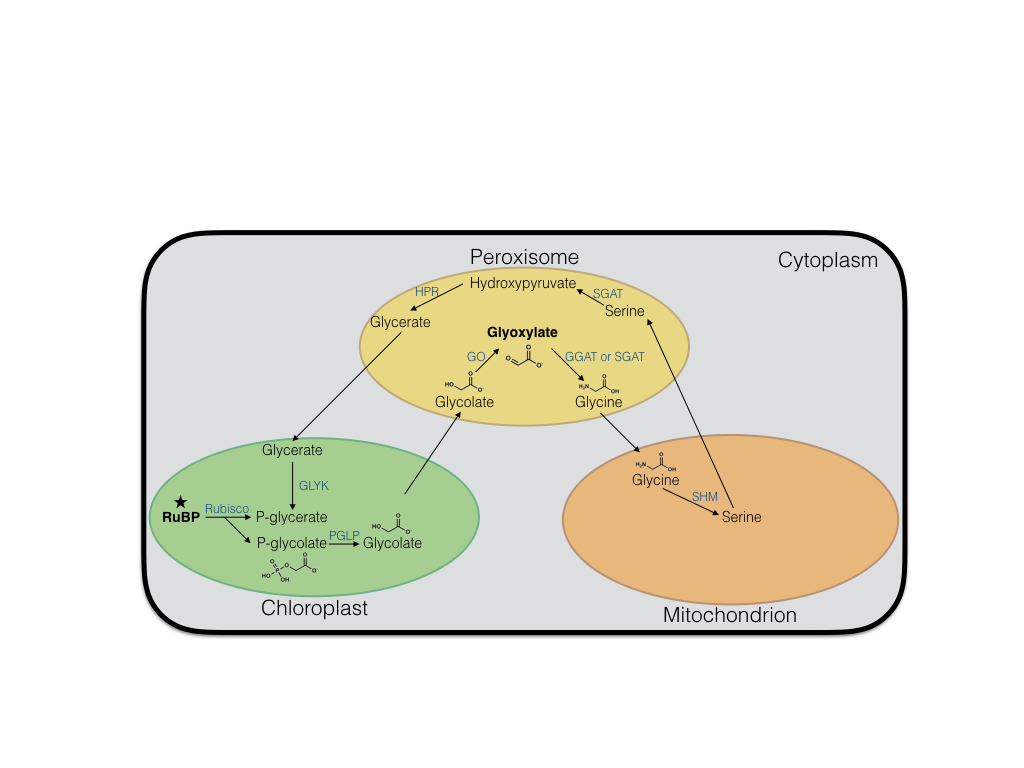
Az Arabidopsis fotorespirációja. GGAT: glioxilát:glutamát aminotranszferáz; GLYK: glicerát-kináz; HPR: hidroxipiruvát-reduktáz; PGLP: foszfoglikolát-foszfatáz; RuBisCO: ribulóz-biszfoszfát-karboxiláz/oxigenáz; SGAT: szerin:glioxilát aminotranszferáz; SHM: szerin-hidroximetiltranszferáz

A glioxilsav ezenkívül előfordul fiatal levelekben és éretlen termésekben (különösen rebarbarában, ribizliben és egresben).

## Szerepe betegségekben

### Cukorbetegség
A glioxilát feltehetően a 2-es típusú cukorebetegség korai markere. Fontos tünet a glikációs végtermékek (AGE) keletkezése, melyet a hiperglikémia okoz. Ezek további tünetekhez vezetnek, például szöveti sérüléshez vagy szív- és érrendszeri betegséghez. Ezek gyakran aldehidekből, például aldózok és α-oxoaldehidekből keletkeznek. Egy tanulmányban a glioxilátszintek jelentős növekedését mutatták ki 2-es típusú cukorbetegséggel diagnosztizált betegekben. A megnövekedett szinteket gyakran 3 évvel a diagnózis előtt találták, így feltehetően a glioxilát korai cukorbetegség-marker.

### Nefrolitiázis
A glioxilát fontos szerepet játszik a hiperoxaluria kialakulásában, mely a vesekövesség kialakulásának fontos oka. A szulfát transzporter-1 (sat-1), az oxaláttranszportért felelős gén szubsztrátja és induktora, lehetővé téve a sat-1 nagyobb expresszióját és az oxalátkilépést, növelve a vizelet kalcium-oxalát-tartalmát, vesekövet okozva.
A glioxilátmetabolizmus zavara a hiperoxaluria további oka lehet. A HODA1 funkcióvesztéses mutációja a 4-hidroxi-2-oxoglutarát-aldoláz, egy hidroxiprolin–glioxilát útvonalban résztvevő enzim megszűnését okozza. Az így keletkező glioxilát az oxaláttá való oxidáció megakadályozása végett van tárolva a citoszolban. A megzavart útvonal 4-hidroxi-2-oxoglutarát-szint-növekedést okoz, mely szintén átkerül a citoszolba, és más aldoláz alakítja glioxiláttá. Ezek azonban oxaláttá alakulhatnak, növelve annak koncentrációját és hiperoxaluriát okozva.

## Reakciók és használatuk
A glioxilsav mintegy 10-szer erősebb az ecetsavnál, savi disszociációs állandója 4,7·10−4 (pKa=3,32):
{\displaystyle {\ce {HCOCOOH <-> HCOCOO- + H+}}}
A glioxilsav karbamiddal és 1,2-diaminobenzollal való kondenzációja heterociklusos vegyületeket ad.

### Fenolszármazékok
A glioxilsav elektrofil aromás szubsztitúción megy keresztül fenolokkal való reakcióban, ez számos más vegyület szintézisének fontos része.
Fenollal reagálva 4-hidroximandulasavat ad. Ez ammóniával reagálva hidroxifenilglicint ad, mely az amoxicillin prekurzora. A 4-hidroximandulasav az atenolol prekurzorává 4-hidroxifenilecetsavvá redukálható.
A glioxilsav gvajakollal való reakciója, oxidációja, majd dekarboxilációja vanillint ad.

### Hopkins–Cole-reakció
A glioxilsav a Hopkins–Cole-reakció része, mellyel a triptofán fehérjékben való jelenléte ellenőrizhető.

### Környezeti kémia
A glioxilsav egyike a néhány másodlagos szerves aeroszolokban jelenlévő oxokarbonsavnak. Víz és napfény jelenlétében a glioxilsav fotokémiai oxidáción mehet át. Számos különböző reakció-útvonalon történhet ez, eltérő karbonsav- és aldehidtermékekkel.

## Biztonság
A vegyület nem túl mérgező, LD50-értéke patkányoknál 2500 mg/kg.

## Fordítás
Ez a szócikk részben vagy egészben  a   Glyoxylic acid című angol Wikipédia-szócikk ezen változatának fordításán alapul.  Az eredeti cikk szerkesztőit annak laptörténete sorolja fel. Ez a jelzés csupán a megfogalmazás eredetét és a szerzői jogokat jelzi, nem szolgál a cikkben szereplő információk forrásmegjelöléseként.